# Léris Moukagni
Léris Hennesy Moukagni, né le 1er juillet 1986 à Libreville, est un coureur cycliste gabonais. En 2015, il devient champion du Gabon sur route.

## Biographie
Régulièrement sélectionné en équipe nationale du Gabon, Léris Moukagni a notamment participé à neuf éditions de la Tropicale Amissa Bongo, entre 2008 et 2016. 
En 2010, il prend la deuxième place du championnat du Gabon du contre-la-montre. En 2011, il termine seizième du Tour du Cameroun, après s'être classé 9e et 10e d'étapes. En 2013, il réalise deux tops tops 10 sur le Tour du Faso.
Au cours de l'année 2015, il obtient sa plus grande victoire en devenant champion du Gabon sur route, dans sa localité natale de Libreville. Il y devance au sprint son compagnon d'échappée Cédric Tchouta.

## Palmarès
- 2010
  - 2e du championnat du Gabon du contre-la-montre
- 2015
  -  Champion du Gabon sur route